# Vuelo 6901 de China Northern Airlines
El vuelo 6901 de China Northern Airlines (CJ6901) era un vuelo regular de un avión McDonnell Douglas MD-82 desde el Aeropuerto Internacional de Pekín-Capital de Pekín hasta el Aeropuerto Internacional de Urumchi-Diwopu en Xinjiang, China. El 13 de noviembre de 1993, la aeronave se estrelló en su aproximación al aeropuerto de Urumchi. Doce de los 102 pasajeros y tripulantes a bordo murieron. El accidente se atribuyó a un error del piloto.

## Accidente
Durante la aproximación final del avión, el piloto automático se desconectó automáticamente. El capitán procedió a conectarlo nuevamente, creyendo que todavía estaría en modo APP. Sin embargo, cuando se activó, el piloto automático pasó al modo VERT SPD con una configuración de -800 pies por minuto. El hecho de que la tripulación no desconectara el piloto automático y aterrizara manualmente el avión contribuyó al accidente. Otro factor fue la falta de dominio del idioma inglés por parte de la tripulación. Cuando el sistema de advertencia de proximidad al suelo (GPWS) emitió una alarma sonora, el capitán le preguntó a su primer oficial qué significaban las palabras "Pull up" (tirar hacia arriba). El primer oficial respondió que no sabía. En consecuencia, los pilotos ignoraron las advertencias y no corrigieron su excesiva velocidad de descenso, lo que provocó que el avión chocara contra unas líneas eléctricas y una pared antes de caer en un campo.

## Avión
La aeronave implicada era un McDonnell Douglas MD-82 con matrícula B-2141 y número de serie de fabricante 49849. Fue entregado a China Northern Airlines en diciembre de 1991 y había acumulado unas 26.700 horas de vuelo en servicio.